# Закоханий за власним бажанням
«Закоханий за власним бажанням» (рос. «Влюблен по собственному желанию») — російський радянський художній фільм кіностудії «Ленфільм», поставлений режисером Сергієм Мікаеляном в 1982 році.

## Зміст
Ігор Брагін, який колись мріяв стати спортсменом, і трохи сором'язлива бібліотекарка Віра Сілкова, яка не користується особливою популярністю у чоловіків, зважуються на цікавий вчинок. Вони намагаються покохати один одного за допомогою аутотренінгу. Однак їхні спроби не увінчалися успіхом. А кохання все одно прийшло.

## Ролі
- Євгенія Глушенко — Віра Сілкова
- Олег Янковський — Ігор Брагін
- Всеволод Шиловський — Коля, сусід-товариш по чарці
- Ірина Резнікова — Наташа
- Володимир Бєлоусов  — Гена, відпочивальник
- Юрій Дубровін — бригадир Петрушин
- Кіра Крейліс-Петрова — мати Віри
- Іван Уфімцев — невдалий залицяльник-художник (озвучує Георгій Віцин)
- Світлана Шершньова — подруга Віри
- Зінаїда Афанасенко — спекулянтка
- Наталія Єгорова — відпочивальниця
- Наталія Кононова — журналістка
- Сергій Лосєв — плановик
- Ніна Скоморохова — бібліотекар
- Юрій Копич — Михайло Петрович
- Михалевич Слава — молодший брат Віри("знайди чоловіка і переїжджай до нього")

## Знімальна група
- Автор сценарію: Олександр Васинського
- Режисер-постановник: Сергій Мікаелян
- Оператор-постановник: Сергій Астахов
- Художник: Олексій Рудяков
- Композитор: Ігор Цвєтков
- Звукооператор: Наталія Левітіна
- Режисери: Валерій Биченков, Ігор Москвітін
- Оператор: А. Горбоносов
- Монтажер: Ізольда Головко
- Редактор: М. Кураєв
- Декоратор: Єлизавета Урліна
- Костюми: В. Рахматулліна
- Грим: Н. Еленбоген, Т. Воробйова
- Директор: Петро Орлов

## Нагороди
- 1983 — XVI ВКФ  в Ленінграді (СРСР): Головний приз (Сергій Мікаелян)
- 1983 — XXXIII МКФ в Західному Берліні (ФРГ): Участь в основній програмі, Приз «Срібний Ведмідь» за найкращу жіночу роль (Євгенія Глушенко)
- 1983 — Опитування журналу «Радянський екран»: Найкращий актор року (Олег Янковський)